# Fútbol en los Juegos Asiáticos de 2014

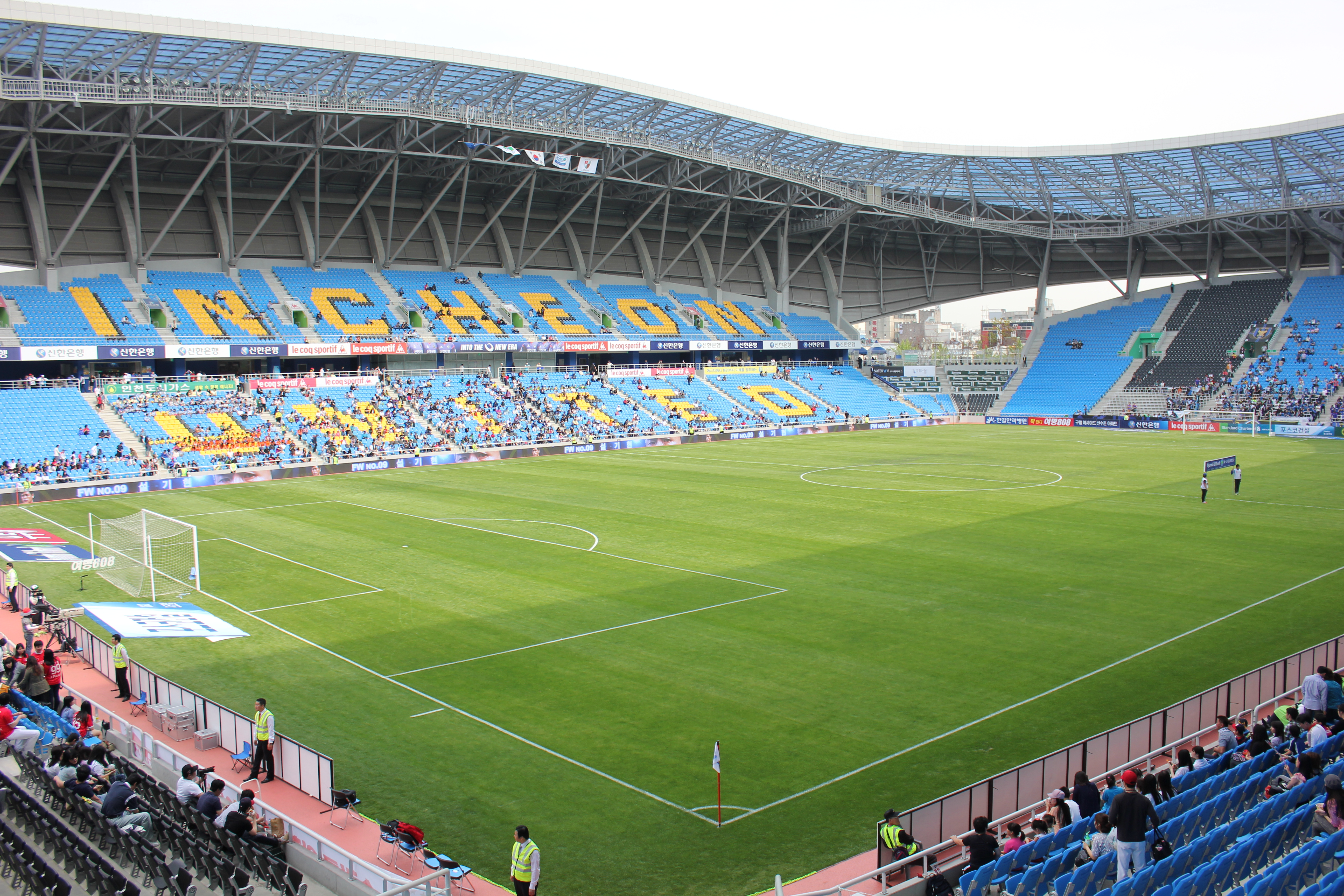
Estadio de Fútbol Incheon.

El fútbol fue una de las disciplinas en la que se disputaron medallas en los Juegos Asiáticos de 2014 realizados en Corea del Sur.
Participaron 29 seleccionados de los 47 países que integraron los Juegos. El torneo se disputó con selecciones sub-23. El anfitrión, Corea del Sur, se llevó la medalla de oro al derrotar 1:0 a Corea del Norte, cual recibió la medalla de plata. Hubo partido por la medalla de bronce que se la llevó Irak 1:0 ante Tailandia quedando Tailandia sin la medalla de bronce pero quedó en cuarto lugar.

## Equipos participantes
| Equipos participantes  | Equipos participantes | Equipos participantes | Equipos participantes |
| ---------------------- | --------------------- | --------------------- | --------------------- |
| Afganistán             | Arabia Saudita        | Bangladés             |                       |
| China                  | Corea del Norte       | Corea del Sur         |                       |
| Emiratos Árabes Unidos | Hong Kong             | India                 |                       |
| Indonesia              | Irak                  | Irán                  |                       |
| Japón                  | Jordania              | Kirguistán            |                       |
| Kuwait                 | Laos                  | Malasia               |                       |
| Maldivas               | Nepal                 | Omán                  |                       |
| Pakistán               | Palestina             | Singapur              |                       |
| Tailandia              | Tayikistán            | Tailandia             |                       |
| Timor Oriental         | Vietnam               | Uzbekistán            |                       |

## Fase de grupos

### Grupo A
| Equipo         | Pts | PJ | PG | PE | PP | GF | GC | Dif |
| -------------- | --- | -- | -- | -- | -- | -- | -- | --- |
| Corea del Sur  | 9   | 3  | 3  | 0  | 0  | 6  | 0  | 6   |
| Arabia Saudita | 6   | 3  | 2  | 0  | 1  | 6  | 1  | 5   |
| Malasia        | 3   | 3  | 1  | 0  | 2  | 4  | 6  | -2  |
| Laos           | 0   | 3  | 0  | 0  | 3  | 0  | 9  | -9  |

| 14 de septiembre de 2014, 14:00 | Arabia Saudita                             | 3:0 (0:0) | Laos | Estadio Munhak de Incheon, Incheon |                         |
|                                 | Al-Ghamdi 75' · Al-Shehri 87' · Omar 90+1' |           |      | Árbitro(s): Minoru Tōjō            | Árbitro(s): Minoru Tōjō |

| 14 de septiembre de 2014, 17:00 | Corea del Sur                                              | 3:0 (1:0) | Malasia | Estadio Munhak de Incheon, Incheon |                              |
|                                 | Rim Chang-Wood 27' · Kim Shin-Wook 77' · Kim Seung-Dae 83' |           |         | Árbitro(s): Abdullah Balideh       | Árbitro(s): Abdullah Balideh |

| 17 de septiembre de 2014, 17:00 | Malasia                                              | 4:0 (1:0) | Laos | Estadio Ansan Wa, Ansan         |                                 |
|                                 | Aidil 13' · Dhia 77' · Fandi Othman 80' · Ferris 84' |           |      | Árbitro(s): Mohammed Al-Zarouni | Árbitro(s): Mohammed Al-Zarouni |

| 17 de septiembre de 2014, 20:00 | Corea del Sur     | 1:0 (1:0) | Arabia Saudita | Estadio Ansan Wa, Ansan |                     |
|                                 | Kim Seung-Dae 13' |           |                | Árbitro(s): Ma Ning     | Árbitro(s): Ma Ning |

| 21 de septiembre de 2014, 17:00 | Malasia | 0:3 (0:0) | Arabia Saudita                                 | Estadio de Goyang, Goyang    |                              |
|                                 |         |           | Al-Hafith 57' · Omar 73' · Ahmed Al-Shehri 84' | Árbitro(s): Sivakorn Pu-Udom | Árbitro(s): Sivakorn Pu-Udom |

| 21 de septiembre de 2014, 17:00 | Laos | 0:2 (0:1) | Corea del Sur                       | Estadio Hwaseong, Hwaseong |                            |
|                                 |      |           | Lee Jong-Ho 43' · Kim Seung-Dae 90' | Árbitro(s): Ahmed Al-Hadsi | Árbitro(s): Ahmed Al-Hadsi |

### Grupo B
| Equipo     | Pts | PJ | PG | PE | PP | GF | GC | Dif |
| ---------- | --- | -- | -- | -- | -- | -- | -- | --- |
| Uzbekistán | 7   | 3  | 2  | 1  | 0  | 9  | 1  | 8   |
| Hong Kong  | 7   | 3  | 2  | 1  | 0  | 5  | 3  | 2   |
| Bangladés  | 3   | 3  | 1  | 0  | 2  | 2  | 5  | -3  |
| Afganistán | 0   | 3  | 0  | 0  | 3  | 1  | 8  | -7  |

| 15 de septiembre de 2014, 17:00 | Bangladés | 1:0 (0:0) | Afganistán | Estadio Munhak de Incheon, Incheon |                         |
|                                 | Islam 83' |           |            | Árbitro(s): Võ Minh Trí            | Árbitro(s): Võ Minh Trí |

| 15 de septiembre de 2014, 20:00 | Uzbekistán  | 1:1 (0:0) | Hong Kong         | Estadio Munhak de Incheon, Incheon |                             |
|                                 | Sergeev 77' |           | Chan Siu Kwan 80' | Árbitro(s): Ali Sabah Adday        | Árbitro(s): Ali Sabah Adday |

| 18 de septiembre de 2014, 17:00 | Hong Kong                           | 2:1 (1:0) | Afganistán | Estadio Ansan Wa, Ansan    |                            |
|                                 | Chan Siu Kwan 37' · Lam Hok Hei 57' |           | Amiri 67'  | Árbitro(s): Marai Al-Awaji | Árbitro(s): Marai Al-Awaji |

| 18 de septiembre de 2014, 20:00 | Uzbekistán                      | 3:0 (3:0) | Bangladés | Estadio Ansan Wa, Ansan  |                          |
|                                 | Shodiev 13', 22' · Rashidov 33' |           |           | Árbitro(s): Yu Ming-Hsun | Árbitro(s): Yu Ming-Hsun |

| 22 de septiembre de 2014, 17:00 | Hong Kong                             | 2:1 (0:0) | Bangladés | Estadio de Hwaseong, Hwaseong |                               |
|                                 | Christian Annan 53' · Lam Hok Hei 73' |           | Sojib 77' | Árbitro(s): Masoud Tufayelieh | Árbitro(s): Masoud Tufayelieh |

| 22 de septiembre de 2014, 17:00 | Afganistán | 0:5 (0:2) | Uzbekistán                                                          | Estadio de Goyang, Goyang   |                             |
|                                 |            |           | Krimets 7' · Shodiev 43', 90+3' · Farrux Sayfiyev 50' · Sergeev 87' | Árbitro(s): Khamis Al-Marry | Árbitro(s): Khamis Al-Marry |

### Grupo C
| Equipo     | Pts | PJ | PG | PE | PP | GF | GC | Dif |
| ---------- | --- | -- | -- | -- | -- | -- | -- | --- |
| Palestina  | 6   | 3  | 2  | 0  | 1  | 5  | 3  | 2   |
| Tayikistán | 6   | 3  | 2  | 0  | 1  | 3  | 2  | 1   |
| Singapur   | 4   | 3  | 1  | 1  | 1  | 5  | 5  | 0   |
| Omán       | 1   | 3  | 0  | 1  | 2  | 3  | 6  | -3  |

| 14 de septiembre de 2014, 14:00 | Singapur | 0:1 (0:0) | Tayikistán  | Estadio Ansan Wa, Ansan         |                                 |
|                                 |          |           | Asrorov 87' | Árbitro(s): Mohammed Al Zarouni | Árbitro(s): Mohammed Al Zarouni |

| 14 de septiembre de 2014, 17:00 | Omán | 0:2 (0:1) | Palestina                 | Estadio Ansan Wa, Ansan    |                            |
|                                 |      |           | Wridat 40' · Mara'aba 57' | Árbitro(s): Marai Al-Awaji | Árbitro(s): Marai Al-Awaji |

| 17 de septiembre de 2014, 17:00 | Palestina                | 2:1 (2:1) | Tayikistán  | Estadio Hwaseong, Hwaseong   |                              |
|                                 | Mara'aba 35' · Mousa 37' |           | Asrorov 27' | Árbitro(s): Sivakorn Pu-Udom | Árbitro(s): Sivakorn Pu-Udom |

| 17 de septiembre de 2014, 20:00 | Omán                                       | 3:3 (3:2) | Singapur                                | Estadio Hwaseong, Hwaseong |                            |
|                                 | Al-Hamhami 11' · Shamas 25' · Al-Farsi 30' |           | Suhaimi 12' · Ramli 44' · Baharudin 89' | Árbitro(s): Armughan Rowan | Árbitro(s): Armughan Rowan |

| 21 de septiembre de 2014, 17:00 | Palestina | 1:2 (0:2) | Singapur      | Estadio Ansan Wa, Ansan |                         |
|                                 | Maher 83' |           | Ghani 1', 17' | Árbitro(s): Minoru Tōjō | Árbitro(s): Minoru Tōjō |

| 21 de septiembre de 2014, 17:00 | Tayikistán     | 1:0 (0:0) | Omán | Estadio de Fútbol de Incheon, Incheon |                         |
|                                 | Ergashev 90+4' |           |      | Árbitro(s): Võ Minh Trí               | Árbitro(s): Võ Minh Trí |

### Grupo D
| Equipo | Pts | PJ | PG | PE | PP | GF | GC | Dif |
| ------ | --- | -- | -- | -- | -- | -- | -- | --- |
| Irak   | 9   | 3  | 3  | 0  | 0  | 10 | 1  | 9   |
| Japón  | 6   | 3  | 2  | 0  | 1  | 9  | 4  | 6   |
| Kuwait | 3   | 3  | 1  | 0  | 2  | 6  | 7  | -1  |
| Nepal  | 0   | 3  | 0  | 0  | 3  | 0  | 13 | -13 |

| 14 de septiembre de 2014, 14:00 | Irak                                                          | 4:0 (2:0) | Nepal | Estadio Munhak de Incheon, Incheon |                     |
|                                 | Rassan 3' · Mahmoud 45' · Chand 87' (a.g.) · Ali Bahjat 90+1' |           |       | Árbitro(s): Ma Ning                | Árbitro(s): Ma Ning |

| 14 de septiembre de 2014, 19:30 | Japón                                      | 4:1 (0:1) | Kuwait            | Estadio Munhak de Incheon, Incheon |                          |
|                                 | Ōshima 43' · Suzuki 50', 83' · Iwanami 73' |           | Youssef Najaf 70' | Árbitro(s): Ko Hyung-Jin           | Árbitro(s): Ko Hyung-Jin |

| 17 de septiembre de 2014, 17:00 | Kuwait                                               | 5:0 (1:0) | Nepal | Estadio de Goyang, Goyang |                          |
|                                 | Al-Hamdan 1' · Al-Sanea 67', 73', 87' · Al-Azemi 83' |           |       | Árbitro(s): Tayed Hassan  | Árbitro(s): Tayed Hassan |

| 17 de septiembre de 2014, 20:00 | Japón        | 1:3 (1:1) | Irak                        | Estadio de Goyang, Goyang       |                                 |
|                                 | Nakajima 37' |           | Tariq 12' · Kadhim 17', 73' | Árbitro(s): Charymurat Kurbanov | Árbitro(s): Charymurat Kurbanov |

| 21 de septiembre de 2014, 14:00 | Kuwait | 0:3 (0:1) | Irak                         | Estadio Hyaseong, Hyaseong   |                              |
|                                 |        |           | Tariq 15', 62' · Hussein 70' | Árbitro(s): Abdullah Balideh | Árbitro(s): Abdullah Balideh |

| 21 de septiembre de 2014, 14:00 | Nepal | 0:4 (0:1) | Japón                                        | Estadio de Goyang, Goyang  |                            |
|                                 |       |           | Notsuda 33' · Nakajima 53' · Suzuki 62', 70' | Árbitro(s): Chaiya Mahapab | Árbitro(s): Chaiya Mahapab |

### Grupo E
| Equipo         | Pts | PJ | PG | PE | PP | GF | GC | Dif |
| -------------- | --- | -- | -- | -- | -- | -- | -- | --- |
| Tailandia      | 9   | 3  | 3  | 0  | 0  | 11 | 0  | 11  |
| Indonesia      | 6   | 3  | 2  | 0  | 1  | 11 | 6  | 5   |
| Maldivas       | 3   | 3  | 1  | 0  | 2  | 3  | 8  | -5  |
| Timor Oriental | 0   | 3  | 0  | 0  | 3  | 2  | 13 | -11 |

| 15 de septiembre de 2014, 17:00 | Timor Oriental | 0:7 (0:3) | Indonesia                                                             | Estadio de Goyang, Goyang |                          |
|                                 |                |           | Sinaga 7', 11', 37', 83' · Tuasalamony 77' · Setiawan 83' · Utomo 88' | Árbitro(s): Yu Ming-Hsun  | Árbitro(s): Yu Ming-Hsun |

| 15 de septiembre de 2014, 20:00 | Tailandia                        | 2:0 (0:0) | Maldivas | Estadio de Goyang, Goyang     |                               |
|                                 | Weerawatnodom 50' · Kraicorn 86' |           |          | Árbitro(s): Masoud Tufayelieh | Árbitro(s): Masoud Tufayelieh |

| 18 de septiembre de 2014, 14:00 | Maldivas | 0:4 (1:0) | Indonesia                                   | Estadio Munhak de Incheon, Incheon |                             |
|                                 |          |           | Lestaluhu 13' · Sinaga 50', 83' · Garza 57' | Árbitro(s): Ali Sabah Adday        | Árbitro(s): Ali Sabah Adday |

| 18 de septiembre de 2014, 20:00 | Tailandia                                     | 3:0 (1:0) | Timor Oriental | Estadio Munhak de Incheon, Incheon |                               |
|                                 | Songkrasin 23' · Thaweecorn 60' · Inpinit 80' |           |                | Árbitro(s): Tiburcio Faizulin      | Árbitro(s): Tiburcio Faizulin |

| 22 de septiembre de 2014, 20:00 | Maldivas                                   | 3:2 (1:1) | Timor Oriental                 | Estadio Ansan Wa, Ansan         |                                 |
|                                 | Ali 27' · Yaamin 63' · Mohamed Irufaan 73' |           | Rangel 20' · Ricardo Sousa 57' | Árbitro(s): Charymurat Kurbanov | Árbitro(s): Charymurat Kurbanov |

| 22 de septiembre de 2014, 20:00 | Indonesia | 0:6 (0:2) | Tailandia                                                                          | Estadio Munhak de Incheon, Incheon |                            |
|                                 |           |           | Pombuppha 6' · Kraicorn 17', 90+2' · Songkrasin 57' · Thaweecorn 77' · Inpinit 80' | Árbitro(s): Armughan Rowan         | Árbitro(s): Armughan Rowan |

### Grupo F
| Equipo          | Pts | PJ | PG | PE | PP | GF | GC | Dif |
| --------------- | --- | -- | -- | -- | -- | -- | -- | --- |
| Corea del Norte | 6   | 2  | 2  | 0  | 0  | 5  | 0  | 5   |
| China           | 3   | 2  | 1  | 0  | 1  | 1  | 3  | -2  |
| Pakistán        | 0   | 2  | 0  | 0  | 2  | 0  | 4  | -4  |

| 15 de septiembre de 2014, 17:00 | Corea del Norte                                        | 3:0 (1:0) | China | Estadio Munhak de Incheon, Incheon |                             |
|                                 | Sim Hyon-Jin 10' · So Kyong-Jin 47' · Ri Hyok-Chol 57' |           |       | Árbitro(s): Khamis Al-Marry        | Árbitro(s): Khamis Al-Marry |

| 18 de septiembre de 2014, 17:00 | Pakistán | 0:2 (0:1) | Corea del Norte                     | Estadio Hwaseong, Hwaseong |                          |
|                                 |          |           | So Kyong-Jin 40' · Jong II-Gwan 67' | Árbitro(s): Ahmed Al-Kaf   | Árbitro(s): Ahmed Al-Kaf |

| 22 de septiembre de 2014, 20:00 | China           | 1:0 (1:0) | Pakistán | Estadio Hwaseong, Hwaseong    |                               |
|                                 | Chang Feiya 19' |           |          | Árbitro(s): Tiburcio Faizulin | Árbitro(s): Tiburcio Faizulin |

### Grupo G
| Equipo                 | Pts | PJ | PG | PE | PP | GF | GC | Dif |
| ---------------------- | --- | -- | -- | -- | -- | -- | -- | --- |
| Jordania               | 6   | 2  | 2  | 0  | 0  | 3  | 0  | 3   |
| Emiratos Árabes Unidos | 3   | 2  | 1  | 0  | 1  | 5  | 1  | 4   |
| India                  | 0   | 2  | 0  | 0  | 2  | 0  | 7  | -7  |

| 15 de septiembre de 2014, 17:00 | Emiratos Árabes Unidos                                          | 5:0 (3:0) | India | Estadio Hwaseong, Hwaseong |                            |
|                                 | Saeed Al-Kathiri 13', 14', 63' · Sunfa 20' · Jhingan 83' (a.g.) |           |       | Árbitro(s): Chaiya Mahapab | Árbitro(s): Chaiya Mahapab |

| 18 de septiembre de 2014, 17:00 | Jordania          | 1:0 (1:0) | Emiratos Árabes Unidos | Estadio de Goyang, Goyang |                          |
|                                 | Darwish 5' (a.g.) |           |                        | Árbitro(s): Ko Hyung-Jin  | Árbitro(s): Ko Hyung-Jin |

| 22 de septiembre de 2014, 17:00 | India | 0:2 (0:1) | Jordania                     | Estadio Munhak de Incheon, Incheon |                     |
|                                 |       |           | Al-Bashtawi 17' · Thalji 67' | Árbitro(s): Ma Ning                | Árbitro(s): Ma Ning |

### Grupo H
| Equipo     | Pts | PJ | PG | PE | PP | GF | GC | Dif |
| ---------- | --- | -- | -- | -- | -- | -- | -- | --- |
| Vietnam    | 6   | 2  | 2  | 0  | 0  | 5  | 1  | 4   |
| Kirguistán | 1   | 2  | 0  | 1  | 1  | 1  | 2  | -1  |
| Irán       | 1   | 2  | 0  | 1  | 1  | 2  | 5  | -3  |

| 15 de septiembre de 2014, 17:00 | Irán         | 1:4 (0:2) | Vietnam                                                                      | Estadio Ansan Wa, Ansan    |                            |
|                                 | Mosalman 67' |           | Võ Huy Toàn 23' · Mạc Hồng Quân 20' · Trần Phi Sơn 70' · Ngô Hoàng Thịnh 83' | Árbitro(s): Ahmed Al-Hadsi | Árbitro(s): Ahmed Al-Hadsi |

| 18 de septiembre de 2014, 17:00 | Kirguistán | 1:1 (0:0) | Irán             | Estadio Munhak de Incheon, Incheon |                             |
|                                 | Otbeek 90' |           | Pouraliganji 80' | Árbitro(s): Khamis Al-Marry        | Árbitro(s): Khamis Al-Marry |

| 22 de septiembre de 2014, 17:00 | Vietnam          | 1:0 (0:0) | Kirguistán | Estadio Ansan Wa, Ansan  |                          |
|                                 | Vữ Minh Tuãn 63' |           |            | Árbitro(s): Tayeb Hassan | Árbitro(s): Tayeb Hassan |

## Segunda fase
|  | Octavos de final               | Octavos de final               |                        |   | Cuartos de final         | Cuartos de final         |  |  | Semifinales              | Semifinales              |  |  | Final                | Final                |
|  | 25 al 26 de septiembre de 2014 | 25 al 26 de septiembre de 2014 |                        |   | 28 de septiembre de 2014 | 28 de septiembre de 2014 |  |  | 30 de septiembre de 2014 | 30 de septiembre de 2014 |  |  | 2 de octubre de 2014 | 2 de octubre de 2014 |
|  |                                |                                |                        |   |                          |                          |  |  |                          |                          |  |  |                      |                      |
|  |                                |                                |                        |   |                          |                          |  |  |                          |                          |  |  |                      |                      |
|  |                                |                                |                        |   |                          |                          |  |  |                          |                          |  |  |                      |                      |
|  | Corea del Sur                  | 3                              |                        |   |                          |                          |  |  |                          |                          |  |  |                      |                      |
|  | Corea del Sur                  | 3                              |                        |   |                          |                          |  |  |                          |                          |  |  |                      |                      |
|  | Hong Kong                      | 0                              |                        |   |                          |                          |  |  |                          |                          |  |  |                      |                      |
|  | Hong Kong                      | 0                              | Corea del Sur          | 1 |                          |                          |  |  |                          |                          |  |  |                      |                      |
|  |                                |                                |                        | 1 |                          |                          |  |  |                          |                          |  |  |                      |                      |
|  |                                | Japón                          | 0                      |   |                          |                          |  |  |                          |                          |  |  |                      |                      |
|  | Palestina                      | Japón                          | 0                      | 0 |                          |                          |  |  |                          |                          |  |  |                      |                      |
|  | Palestina                      |                                |                        | 0 |                          |                          |  |  |                          |                          |  |  |                      |                      |
|  | Japón                          | 4                              |                        |   |                          |                          |  |  |                          |                          |  |  |                      |                      |
|  | Japón                          | 4                              | Corea del Sur          | 2 |                          |                          |  |  |                          |                          |  |  |                      |                      |
|  |                                |                                |                        | 2 |                          |                          |  |  |                          |                          |  |  |                      |                      |
|  |                                | Tailandia                      | 0                      |   |                          |                          |  |  |                          |                          |  |  |                      |                      |
|  | Tailandia                      | Tailandia                      | 0                      | 2 |                          |                          |  |  |                          |                          |  |  |                      |                      |
|  | Tailandia                      |                                |                        | 2 |                          |                          |  |  |                          |                          |  |  |                      |                      |
|  | China                          | 0                              |                        |   |                          |                          |  |  |                          |                          |  |  |                      |                      |
|  | China                          | 0                              | Jordania               | 0 |                          |                          |  |  |                          |                          |  |  |                      |                      |
|  |                                |                                |                        | 0 |                          |                          |  |  |                          |                          |  |  |                      |                      |
|  |                                | Tailandia                      | 2                      |   |                          |                          |  |  |                          |                          |  |  |                      |                      |
|  | Jordania                       | Tailandia                      | 2                      | 2 |                          |                          |  |  |                          |                          |  |  |                      |                      |
|  | Jordania                       |                                |                        | 2 |                          |                          |  |  |                          |                          |  |  |                      |                      |
|  | Kirguistán                     | 0                              |                        |   |                          |                          |  |  |                          |                          |  |  |                      |                      |
|  | Kirguistán                     | 0                              | Corea del Sur          | 1 |                          |                          |  |  |                          |                          |  |  |                      |                      |
|  |                                |                                |                        | 1 |                          |                          |  |  |                          |                          |  |  |                      |                      |
|  |                                | Corea del Norte                | 0                      |   |                          |                          |  |  |                          |                          |  |  |                      |                      |
|  | Uzbekistán                     | Corea del Norte                | 0                      | 2 |                          |                          |  |  |                          |                          |  |  |                      |                      |
|  | Uzbekistán                     |                                |                        | 2 |                          |                          |  |  |                          |                          |  |  |                      |                      |
|  | Arabia Saudita                 | 3                              |                        |   |                          |                          |  |  |                          |                          |  |  |                      |                      |
|  | Arabia Saudita                 | 3                              | Arabia Saudita         | 0 |                          |                          |  |  |                          |                          |  |  |                      |                      |
|  |                                |                                |                        | 0 |                          |                          |  |  |                          |                          |  |  |                      |                      |
|  |                                | Irak                           | 3                      |   |                          |                          |  |  |                          |                          |  |  |                      |                      |
|  | Irak                           | Irak                           | 3                      | 4 |                          |                          |  |  |                          |                          |  |  |                      |                      |
|  | Irak                           |                                |                        | 4 |                          |                          |  |  |                          |                          |  |  |                      |                      |
|  | Tayikistán                     | 2                              |                        |   |                          |                          |  |  |                          |                          |  |  |                      |                      |
|  | Tayikistán                     | 2                              | Corea del Norte        | 1 |                          |                          |  |  |                          |                          |  |  |                      |                      |
|  |                                |                                |                        | 1 |                          |                          |  |  |                          |                          |  |  |                      |                      |
|  |                                | Irak                           | 0                      |   |                          |                          |  |  |                          |                          |  |  |                      |                      |
|  | Indonesia                      | Irak                           | 0                      | 1 |                          |                          |  |  |                          |                          |  |  |                      |                      |
|  | Indonesia                      |                                |                        | 1 |                          |                          |  |  |                          |                          |  |  |                      |                      |
|  | Corea del Norte                | 4                              |                        |   |                          |                          |  |  |                          |                          |  |  |                      |                      |
|  | Corea del Norte                | 4                              | Emiratos Árabes Unidos | 0 |                          |                          |  |  |                          |                          |  |  |                      |                      |
|  |                                |                                |                        | 0 |                          |                          |  |  |                          |                          |  |  |                      |                      |
|  |                                | Corea del Norte                | 1                      |   |                          |                          |  |  |                          |                          |  |  |                      |                      |
|  | Vietnam                        | Corea del Norte                | 1                      | 1 |                          |                          |  |  |                          |                          |  |  |                      |                      |
|  | Vietnam                        |                                |                        | 1 |                          |                          |  |  |                          |                          |  |  |                      |                      |
|  | Emiratos Árabes Unidos         | 3                              |                        |   |                          |                          |  |  |                          |                          |  |  |                      |                      |
|  | Emiratos Árabes Unidos         | 3                              |                        |   |                          |                          |  |  |                          |                          |  |  |                      |                      |

### Octavos de final
| 25 de septiembre de 2014, 20:00 | Corea del Sur                                         | 3:0 (0:0) | Hong Kong | Estadio de Goyang, Goyang       |                                 |
|                                 | Lee Yong-Jae 60' · Park Joo-Ho 77' · Kim Jin-Su 90+3' |           |           | Árbitro(s): Mohammed Al-Zarouni | Árbitro(s): Mohammed Al-Zarouni |

| 25 de septiembre de 2014, 17:00 | Palestina | 0:4 (0:2) | Japón                                            | Estadio Hwaseong, Hwaseong |                     |
|                                 |           |           | Endo 17' · Suzuki 27' · Arano 77' · Harakawa 83' | Árbitro(s): Ma Ning        | Árbitro(s): Ma Ning |

| 25 de septiembre de 2014, 20:00 | Tailandia         | 2:0 (0:0) | China | Estadio Ansan Wa, Ansan     |                             |
|                                 | Kraicorn 47', 77' |           |       | Árbitro(s): Ali Sabah Adday | Árbitro(s): Ali Sabah Adday |

| 25 de septiembre de 2014, 17:00 | Jordania                                     | 2:0 (0:0) | Kirguistán | Estadio Munhak de Incheon, Incheon |                         |
|                                 | Ahmed Al-Essawi 111' · Mahmoud Al-Mardi 116' |           |            | Árbitro(s): Minoru Tōjō            | Árbitro(s): Minoru Tōjō |

| 26 de septiembre de 2014, 20:00 | Uzbekistán                     | 2:3 (1:1) | Arabia Saudita                                                        | Estadio de Goyang, Goyang  |                            |
|                                 | Iskanderov 45+1' · Shodiev 70' |           | Raed Al-Ghamdi 17' · Youldashev 54' (a.g.) · Abdulaziz Al-Bishi 90+5' | Árbitro(s): Chaiya Mahapab | Árbitro(s): Chaiya Mahapab |

| 26 de septiembre de 2014, 16:00 | Irak                                            | 4:2 (1:1) | Tayikistán                  | Estadio Munhak de Incheon, Incheon |                          |
|                                 | Tariq 7' · Shakir 47' · Kadhim 62' · Nadhim 83' |           | Vasiev 17' · Fatkhuloev 27' | Árbitro(s): Ko Hyung-jin           | Árbitro(s): Ko Hyung-jin |

| 26 de septiembre de 2014, 20:00 | Corea del Norte                                                 | 4:1 (3:0) | Indonesia | Estadio Ansan Wa, Ansan     |                             |
|                                 | Pak Kwang-Ryong 17' · Jung Jo-Kwang 40' · Jong II-Gwan 41', 66' |           | Utomo 60' | Árbitro(s): Khamis Al-Marry | Árbitro(s): Khamis Al-Marry |

| 26 de septiembre de 2014, 16:00 | Vietnam             | 1:3 (0:1) | Emiratos Árabes Unidos                                       | Estadio Hwaseong, Hwaseong    |                               |
|                                 | Nguyễn Huy Hùng 87' |           | Al-Kathiri 21' · Saïfi Al-Muqbali 60' · Bandar Al-Ahbabi 62' | Árbitro(s): Tiburcio Faizulin | Árbitro(s): Tiburcio Faizulin |

### Cuartos de final
| 28 de septiembre de 2014, 17:00 | Corea del Sur     | 1:0 (0:0) | Japón | Estadio Munhak de Incheon, Incheon |                            |
|                                 | Jang Hyun-Soo 89' |           |       | Árbitro(s): Marai Al-Awaji         | Árbitro(s): Marai Al-Awaji |

| 28 de septiembre de 2014, 14:00 | Tailandia                       | 2:0 (1:0) | Jordania | Estadio Munhak de Incheon, Incheon |                                 |
|                                 | Songkrasin 37' · Thaweecorn 70' |           |          | Árbitro(s): Charymurat Kurbanov    | Árbitro(s): Charymurat Kurbanov |

| 28 de septiembre de 2014, 17:00 | Arabia Saudita | 0:3 (0:2) | Irak                                              | Estadio de Goyang, Goyang |                          |
|                                 |                |           | Mahmoud 11', 30' · Abdullah Al-Shamekh 50' (a.g.) | Árbitro(s): Ahmed Al-Kaf  | Árbitro(s): Ahmed Al-Kaf |

| 28 de septiembre de 2014, 14:00 | Emiratos Árabes Unidos | 0:1 (0:0) | Corea del Norte    | Estadio Hwaseong, Hwaseong |                          |
|                                 |                        |           | Jong II-Gwan 90+3' | Árbitro(s): Yu Ming-Hsun   | Árbitro(s): Yu Ming-Hsun |

### Semifinales
| 30 de septiembre de 2014, 17:00 | Irak | 0:1 (0:0) | Corea del Norte  | Estadio de Fútbol de Incheon, Incheon |                     |
|                                 |      |           | Jong Il-Gwan 97' | Árbitro(s): Ma Ning                   | Árbitro(s): Ma Ning |

| 30 de septiembre de 2014, 20:00 | Corea del Sur                         | 2:0 (2:0) | Tailandia | Estadio Munhak de Incheon, Incheon |                                 |
|                                 | Lee Jong-Ho 41' · Jang Hyun-Soo 45+1' |           |           | Árbitro(s): Mohammed Al-Zarouni    | Árbitro(s): Mohammed Al-Zarouni |

### Medalla de bronce
| 2 de octubre de 2014, 17:00 | Tailandia | 0:1 (0:0) | Irak        | Estadio de Fútbol de Incheon, Incheon |                          |
|                             |           |           | Mahmoud 63' | Árbitro(s): Ko Hyung-Jin              | Árbitro(s): Ko Hyung-Jin |

### Final
| 2 de septiembre de 2014, 20:00 | Corea del Sur        | 1:0 (0:0) | Corea del Norte | Estadio Munhak de Incheon, Incheon |                              |
|                                | Rim Chang-Woo 120+1' |           |                 | Árbitro(s): Abdullah Balideh       | Árbitro(s): Abdullah Balideh |

| Bandera de Corea del Sur |
| Campeón Corea del Sur    |
| Cuarto título            |

## Estadísticas generales
| Equipo | Equipo                 | Pts | PJ | PG | PE | PP | GF | GC | Dif |
| ------ | ---------------------- | --- | -- | -- | -- | -- | -- | -- | --- |
| 1      | Corea del Sur          | 21  | 7  | 7  | 0  | 0  | 13 | 0  | 13  |
| 2      | Corea del Norte        | 15  | 6  | 5  | 0  | 1  | 11 | 2  | 9   |
| 3      | Irak                   | 18  | 7  | 6  | 0  | 1  | 18 | 4  | 14  |
| 4      | Tailandia              | 15  | 7  | 5  | 0  | 2  | 15 | 3  | 12  |
| 5      | Jordania               | 9   | 4  | 3  | 0  | 1  | 5  | 2  | 3   |
| 6      | Emiratos Árabes Unidos | 6   | 4  | 2  | 0  | 2  | 3  | 5  | -2  |
| 7      | Japón                  | 9   | 5  | 3  | 0  | 2  | 13 | 5  | 8   |
| 8      | Arabia Saudita         | 9   | 5  | 3  | 0  | 2  | 9  | 6  | 3   |
| 9      | Vietnam                | 6   | 3  | 2  | 0  | 1  | 6  | 4  | 2   |
| 10     | Uzbekistán             | 7   | 4  | 2  | 1  | 1  | 11 | 4  | 7   |
| 11     | Hong Kong              | 7   | 4  | 2  | 1  | 1  | 5  | 6  | -1  |
| 12     | Tayikistán             | 6   | 4  | 2  | 0  | 2  | 5  | 6  | -1  |
| 13     | Palestina              | 6   | 4  | 2  | 0  | 2  | 5  | 7  | -2  |
| 14     | China                  | 3   | 3  | 1  | 0  | 2  | 1  | 5  | -4  |
| 15     | Indonesia              | 6   | 4  | 2  | 0  | 2  | 12 | 10 | 2   |
| 16     | Kirguistán             | 1   | 3  | 0  | 1  | 2  | 1  | 4  | -3  |
| 17     | Singapur               | 4   | 3  | 1  | 1  | 1  | 5  | 5  | 0   |
| 18     | Irán                   | 1   | 2  | 0  | 1  | 1  | 2  | 5  | -3  |
| 19     | Pakistán               | 0   | 2  | 0  | 1  | 1  | 0  | 3  | -3  |
| 20     | Bangladés              | 3   | 3  | 1  | 0  | 2  | 2  | 5  | -3  |
| 21     | Kuwait                 | 3   | 3  | 1  | 0  | 2  | 6  | 7  | -1  |
| 22     | Malasia                | 3   | 3  | 1  | 0  | 2  | 4  | 6  | -2  |
| 23     | Maldivas               | 3   | 3  | 1  | 0  | 2  | 3  | 8  | -5  |
| 24     | India                  | 0   | 2  | 0  | 0  | 2  | 0  | 7  | -7  |
| 25     | Omán                   | 1   | 3  | 0  | 1  | 2  | 3  | 6  | -3  |
| 26     | Afganistán             | 0   | 3  | 0  | 0  | 3  | 1  | 8  | -7  |
| 27     | Laos                   | 0   | 3  | 0  | 0  | 3  | 0  | 9  | -9  |
| 28     | Timor Oriental         | 0   | 3  | 0  | 0  | 3  | 2  | 13 | -11 |
| 29     | Nepal                  | 0   | 3  | 0  | 0  | 3  | 0  | 13 | -13 |

## Medallero
| Evento    | Oro           | Plata           | Bronce |
| --------- | ------------- | --------------- | ------ |
| Masculino | Corea del Sur | Corea del Norte | Irak   |

## Goleadores
| Jugador              | Selección              | Goles |
| -------------------- | ---------------------- | ----- |
| Ferdinand Sinaga     | Indonesia              | 6     |
| Musashi Suzuki       | Japón                  | 5     |
| Jong II-Gwan         | Corea del Norte        | 5     |
| Adisak Kraisorn      | Tailandia              | 5     |
| Vokhid Shodiev       | Uzbekistán             | 5     |
| Humam Tariq          | Irak                   | 4     |
| Younis Mahmoud       | Irak                   | 4     |
| Saeed Al-Kathiri     | Emiratos Árabes Unidos | 4     |
| Ali Adnan            | Irak                   | 3     |
| Kim Seung-Dae        | Corea del Sur          | 3     |
| Sami Al-Sanea        | Kuwait                 | 3     |
| Chanathip Songkrasin | Tailandia              | 3     |
| Kroekrit Thaweecorn  | Tailandia              | 3     |

| \| Jugador \| Selección \| \| \| ------------------------ \| ---------------------- \| - \| \| Chan Siu Kwan \| Hong Kong \| 2 \| \| Lam Hok Hei \| Hong Kong \| 2 \| \| Shoya Nakajima \| Japón \| 2 \| \| Ahmed Maher Wridat \| Palestina \| 2 \| \| Raed Al-Ghamdi \| Arabia Saudita \| 2 \| \| Sameh Mara'aba \| Palestina \| 2 \| \| Shahfiq Ghani \| Singapur \| 2 \| \| Jang Hyun-Soo \| Corea del Sur \| 2 \| \| Lee Jong-Hoo \| Corea del Sur \| 2 \| \| Rim Chang-Woo \| Corea del Sur \| 2 \| \| Pinyo Inpinit \| Tailandia \| 2 \| \| Siyobush Asrorov \| Tayikistán \| 2 \| \| Igor Sergeev \| Uzbekistán \| 2 \| \| Zohib Islam Amiri \| Afganistán \| 1 \| \| Mamunul Islam \| Bangladés \| 1 \| \| Aminur Rahman Sojib \| Bangladés \| 1 \| \| Chang Feiya \| China \| 1 \| \| Christian Annan \| Hong Kong \| 1 \| \| Alfin Ismail Tuasalamony \| Indonesia \| 1 \| \| Bayu Garza \| Indonesia \| 1 \| \| Fandi Utomo \| Indonesia \| 1 \| \| Rizky Lestaluhu \| Indonesia \| 1 \| \| Mohsen Mosalman \| Irán \| 1 \| \| Morteza Pouraliganji \| Irán \| 1 \| \| Ali Bahjat \| Irak \| 1 \| \| Marwan Hussein \| Irak \| 1 \| \| Mustafa Nadhim \| Irak \| 1 \| \| Bashar Rassan \| Irak \| 1 \| \| Salah Shakir \| Irak \| 1 \| \| Takuma Arano \| Japón \| 1 \| \| Wataru Endō \| Japón \| 1 \| \| Riki Harakawa \| Japón \| 1 \| \| Tadashi Iwanami \| Japón \| 1 \| \| Gakuto Notsuda \| Japón \| 1 \| \| Ryota Ōshima \| Japón \| 1 \| \| Laith Al-Bashtawi \| Jordania \| 1 \| \| Yazan Thalji \| Jordania \| 1 \| \| Faisal Al-Azemi \| Kuwait \| 1 \| \| Fahad Al-Hamdan \| Kuwait \| 1 \| \| Yousef Najaf \| Kuwait \| 1 \| \| Avazbek Otbeev \| Kirguistán \| 1 \| \| Ri Hyok-Chol \| Corea del Norte \| 1 \| \| Sim Hyon-Jin \| Corea del Norte \| 1 \| \| Amdhan Ali \| Maldivas \| 1 \| \| Mohamed Irufaan \| Maldivas \| 1 \| \| Moosa Yaamin \| Maldivas \| 1 \| \| Aidil Zafuan Radzak \| Malasia \| 1 \| \| Norh Fahd Mohammed \| Malasia \| 1 \| \| Fandi Osman \| Malasia \| 1 \| \| Ferris Danial \| Malasia \| 1 \| \| Saud Al-Farsi \| Omán \| 1 \| \| Hatem Al-Hamhani \| Omán \| 1 \| \| Abdul Majeed Shamas \| Omán \| 1 \| \| Helal Mousa \| Palestina \| 1 \| \| Saleh Al-Shehri \| Arabia Saudita \| 1 \| \| Majed Omar \| Arabia Saudita \| 1 \| \| Faris Ramli \| Singapur \| 1 \| \| Safuwan Baharudin \| Singapur \| 1 \| \| Sahil Suhaimi \| Singapur \| 1 \| \| Kim Jin-Su \| Corea del Sur \| 1 \| \| Kim Shin-Wood \| Corea del Sur \| 1 \| \| Lee Yong-Jae \| Corea del Sur \| 1 \| \| Park Joo-Hoo \| Corea del Sur \| 1 \| \| Chayanan Pombuppha \| Tailandia \| 1 \| \| Narubodin Weerawatnodom \| Tailandia \| 1 \| \| Jahorgir Ergashev \| Tayikistán \| 1 \| \| Fatkhullo Fatkhuloev \| Tayikistán \| 1 \| \| Dilshod Vasiev \| Tayikistán \| 1 \| \| Diogo Rangel \| Timor Oriental \| 1 \| \| Ricardo Sousa \| Timor Oriental \| 1 \| \| Bandar Al-Ahbabi \| Emiratos Árabes Unidos \| 1 \| \| Jamshid Iskanderov \| Uzbekistán \| 1 \| \| Egor Krimets \| Uzbekistán \| 1 \| \| Sardor Rashidov \| Uzbekistán \| 1 \| \| Farrukh Sayfiev \| Uzbekistán \| 1 \| \| Mạc Hồng Quân \| Vietnam \| 1 \| \| Ngô Hoàng Thịnh \| Vietnam \| 1 \| \| Nguyễn Huy Hùng \| Vietnam \| 1 \| \| Trần Phi Sơn \| Vietnam \| 1 \| \| Võ Huy Toàn \| Vietnam \| 1 \| \| Vũ Mình Tuãn \| Vietnam \| 1 \| |                        |       |
| Jugador | Selección              | Goles |
| Chan Siu Kwan | Hong Kong              | 2     |
| Lam Hok Hei | Hong Kong              | 2     |
| Shoya Nakajima | Japón                  | 2     |
| Ahmed Maher Wridat | Palestina              | 2     |
| Raed Al-Ghamdi | Arabia Saudita         | 2     |
| Sameh Mara'aba | Palestina              | 2     |
| Shahfiq Ghani | Singapur               | 2     |
| Jang Hyun-Soo | Corea del Sur          | 2     |
| Lee Jong-Hoo | Corea del Sur          | 2     |
| Rim Chang-Woo | Corea del Sur          | 2     |
| Pinyo Inpinit | Tailandia              | 2     |
| Siyobush Asrorov | Tayikistán             | 2     |
| Igor Sergeev | Uzbekistán             | 2     |
| Zohib Islam Amiri | Afganistán             | 1     |
| Mamunul Islam | Bangladés              | 1     |
| Aminur Rahman Sojib | Bangladés              | 1     |
| Chang Feiya | China                  | 1     |
| Christian Annan | Hong Kong              | 1     |
| Alfin Ismail Tuasalamony | Indonesia              | 1     |
| Bayu Garza | Indonesia              | 1     |
| Fandi Utomo | Indonesia              | 1     |
| Rizky Lestaluhu | Indonesia              | 1     |
| Mohsen Mosalman | Irán                   | 1     |
| Morteza Pouraliganji | Irán                   | 1     |
| Ali Bahjat | Irak                   | 1     |
| Marwan Hussein | Irak                   | 1     |
| Mustafa Nadhim | Irak                   | 1     |
| Bashar Rassan | Irak                   | 1     |
| Salah Shakir | Irak                   | 1     |
| Takuma Arano | Japón                  | 1     |
| Wataru Endō | Japón                  | 1     |
| Riki Harakawa | Japón                  | 1     |
| Tadashi Iwanami | Japón                  | 1     |
| Gakuto Notsuda | Japón                  | 1     |
| Ryota Ōshima | Japón                  | 1     |
| Laith Al-Bashtawi | Jordania               | 1     |
| Yazan Thalji | Jordania               | 1     |
| Faisal Al-Azemi | Kuwait                 | 1     |
| Fahad Al-Hamdan | Kuwait                 | 1     |
| Yousef Najaf | Kuwait                 | 1     |
| Avazbek Otbeev | Kirguistán             | 1     |
| Ri Hyok-Chol | Corea del Norte        | 1     |
| Sim Hyon-Jin | Corea del Norte        | 1     |
| Amdhan Ali | Maldivas               | 1     |
| Mohamed Irufaan | Maldivas               | 1     |
| Moosa Yaamin | Maldivas               | 1     |
| Aidil Zafuan Radzak | Malasia                | 1     |
| Norh Fahd Mohammed | Malasia                | 1     |
| Fandi Osman | Malasia                | 1     |
| Ferris Danial | Malasia                | 1     |
| Saud Al-Farsi | Omán                   | 1     |
| Hatem Al-Hamhani | Omán                   | 1     |
| Abdul Majeed Shamas | Omán                   | 1     |
| Helal Mousa | Palestina              | 1     |
| Saleh Al-Shehri | Arabia Saudita         | 1     |
| Majed Omar | Arabia Saudita         | 1     |
| Faris Ramli | Singapur               | 1     |
| Safuwan Baharudin | Singapur               | 1     |
| Sahil Suhaimi | Singapur               | 1     |
| Kim Jin-Su | Corea del Sur          | 1     |
| Kim Shin-Wood | Corea del Sur          | 1     |
| Lee Yong-Jae | Corea del Sur          | 1     |
| Park Joo-Hoo | Corea del Sur          | 1     |
| Chayanan Pombuppha | Tailandia              | 1     |
| Narubodin Weerawatnodom | Tailandia              | 1     |
| Jahorgir Ergashev | Tayikistán             | 1     |
| Fatkhullo Fatkhuloev | Tayikistán             | 1     |
| Dilshod Vasiev | Tayikistán             | 1     |
| Diogo Rangel | Timor Oriental         | 1     |
| Ricardo Sousa | Timor Oriental         | 1     |
| Bandar Al-Ahbabi | Emiratos Árabes Unidos | 1     |
| Jamshid Iskanderov | Uzbekistán             | 1     |
| Egor Krimets | Uzbekistán             | 1     |
| Sardor Rashidov | Uzbekistán             | 1     |
| Farrukh Sayfiev | Uzbekistán             | 1     |
| Mạc Hồng Quân | Vietnam                | 1     |
| Ngô Hoàng Thịnh | Vietnam                | 1     |
| Nguyễn Huy Hùng | Vietnam                | 1     |
| Trần Phi Sơn | Vietnam                | 1     |
| Võ Huy Toàn | Vietnam                | 1     |
| Vũ Mình Tuãn | Vietnam                | 1     |